# Qué hacen los diputados
Qué hacen los diputados és una iniciativa periodística de la ciutadania espanyola per informar respecte què fan els diputats dels Congrés dels Diputats en els mitjans de comunicació i els parlaments, quin és el patrimoni declarat d'aquests i expliquen què ocorre a les sessions parlamentàries. Depén de l'Associació Qué hacen. Els membres col·laboradors publiquen la informació a una web, a 15Mpedia i la Viquipèdia i publiquen informes que recullen l'activitat dels representants. També faciliten la col·laboració mitjançant una aplicació web de codi obert. Destaca la utilització i presentació de les dades en formats oberts, convertint-los en un exemple de periodisme de dades.
Va ser fundada el juny del 2011 per Vicky Bolaños i Samuel Jurado, entre d'altres, imitant opencongress.com i openpolis.it. Des de desembre de 2012 col·labora amb Civio, altra iniciativa ciutadana. Aquesta col·laboració amb la Fundació Civio va permetre a Qué hacen los diputados accedir a la Beca Barcelona Datos. El 2015 va ser classificat en un estudi com la iniciativa 7 de 25 de les més innovadores de les iniciatives espanyoles.
S'ha servit de la plataforma de micromecenatge Goteo per a finançar-se.